# منصور زايد
منصور زايد (16 ديسمبر 1982 -) مغني إماراتي

## حياته
عمل مهندس بترول في أبوظبي ثلاث سنوات

## مشواره المهني
دخل مجال الغناء بالصدفة، عندما عرضت عليه أغنية «يا دمع عيني» في عام 2009، قررت أن يجرب حظه، وقد حازت على إعجاب الجمهور هذا ما شجعنه على ترك هندسة البترول، وتكريس نفسه للفن، وتسلم إدارة أعماله الإعلامي ناصر الجهوري، خاصة وأنه كان يدير أعمال عدة فنانين في نفس الوقت، ثم قام بطرح أغنية «صباح الورد» من كلمات الشاعرة الإماراتية الكبيرة «غياهيب»، ليكمل نجاح الأغنية الأولى، ويضعه بين كبار الفنانين الإماراتيين ضمن احتفالات اليوم الوطني لدولة الإمارات العربية المتحدة الـ 39 في عام 2010، حيث تم اختياره من قبل هيئة أبوظبي للثقافة والتراث، للوقوف والمشاركة في الأوبريت الغنائي الوطني «خليفة والوطن» إلى جانب نجوم الأغنية الإماراتية، والذي قُدّم على كورنيش أبوظبي.
وقع عقدا مع شركة روتانا وأطلق أول ألبوماته (طلع عاشق) عام 2011
وأغنية «الغالية»، «الحب خالد»، «صباح الورد»، «حلالي حلالك».
قدم ديو بعنوان «روحي بلقاك» مع الفنان ماجد المهندس وشارك في المهرجان العالمي للموسيقى دو
عام 2016 وفي يوم عيد ميلاده أصدر ألبومه الثاني بعنوان وداعا

## أعماله

### الألبومات
| الألبوم  | العام | المنتج |
| -------- | ----- | ------ |
| طلع عاشق | 2011  | روتانا |
| وداعا    | 2016  | روتانا |

### فيديو كليبات
| الأغنية      | المنتج      | المخرج       | العام  |
| ------------ | ----------- | ------------ | ------ |
| يا دمع عيني  | الصوت النقي | حسن عبد الله | 2009   |
| طلع عاشق     | 2011        | ياسر الياسري | روتانا |
| لا حس ولاخبر | 2011        | ياسر الياسري | روتانا |
| خلوني        | 2011        | ياسر الياسري | روتانا |
| غلا الإمارات | 2013        | بسام الترك   | قنوات  |
| وداعا        | 2016        | بسام الترك   | روتانا |

### أغاني مسلسلات
- (2010):ما أصعب الكلام
- (2012):لعبة المرأة رجل[6]

## أغاني خاصة
- (2011): شموخ الأرض (وطنية)
- (2013): رب الإنام (دينية)

## جوائز
- لبنان: جائزة “أفضل فنان خليجي واعد” ضمن جوائز مهرجان الموريكس دور لعام 2012[7]